# أنا - نفسي وآيرين (فلم)
انا ونفسي وايرين (بالإنجليزية: Me, Myself & Irene) هو فيلم كوميدي أُصدر في الولايات المتحدة سنة 2000. الفيلم من إخراج بيتر فالي وبوبي فارلي. بطولة جيم كاري ورينيه زيلويغر.

## طاقم التمثيل
- جيم كاري
- رينيه زيلويغر
- كريس كوبر

## القصة
تدور قصة الفيلم حول شارلي جندي ذو شخصيات متعددة. يكون بالعادة شخص دمث الأخلاق لا يحب المواجهة مع أحد أو أي شيء، وهنا يتدخل هانك الشخصية المغرورة المجنونة. يتولى شارلي مهمة روتينية أن يعيد الهاربة ايرين إلى نيويورك، لكن ينتهي بهم المطاف بالهروب من رجال شرطة فاسدين. وكان الهروب سيكون أسهل بكثير لو أن هانك لم يتدخل بالأوقات الحرجة.

## الميزانية والإيرادات
بلغت تكلفة إنتاج الفيلم حوالي 51 مليون دولار بينما حقق أرباحاً تقدر بـ 149,270,999 دولار.

## روابط خارجية
- انا ونفسي وايرين على موقع IMDb (الإنجليزية)
- انا ونفسي وايرين على موقع ميتاكريتيك (الإنجليزية)
- انا ونفسي وايرين على موقع روتن توميتوز (الإنجليزية)
- انا ونفسي وايرين على موقع نتفليكس (الإنجليزية)
- انا ونفسي وايرين على موقع قاعدة بيانات الأفلام العربية
- انا ونفسي وايرين على موقع ألو سيني (الفرنسية)
- انا ونفسي وايرين على موقع Turner Classic Movies (الإنجليزية)
- انا ونفسي وايرين على موقع أول موفي (الإنجليزية)
- انا ونفسي وايرين على موقع بوكس أوفيس موجو (الإنجليزية)
- انا ونفسي وايرين على موقع فيلمافينيتي (الإسبانية)
- أنا - نفسي وآيرين على موقع أول موفي.